# Герейхановский сельсовет
Герейхановский сельсовет  — административно-территориальная единица и муниципальное образование со статусом сельского поселения в Сулейман-Стальском районе Дагестана Российской Федерации.
Административный центр — село Герейхановское.

## Население
| 2002  | 2010  | 2012  | 2013  | 2014  | 2015  | 2016  |
| ----- | ----- | ----- | ----- | ----- | ----- | ----- |
| 4446  | ↗4755 | ↗4769 | ↗4794 | ↘4775 | ↘4738 | ↗4759 |
| 2017  | 2018  | 2019  | 2020  | 2021  | 2023  | 2024  |
| ↘4698 | ↘4658 | ↘4600 | ↘4547 | ↗4893 | ↗4928 | ↘4896 |
| 2025  |       |       |       |       |       |       |
| ↘4873 |       |       |       |       |       |       |

## Состав
| № | Населённый пункт      | Тип населённого пункта       | Население |
| - | --------------------- | ---------------------------- | --------- |
| 1 | 2-е отделение совхоза | село                         | ↘1232     |
| 2 | Герейхановское        | село, административный центр | ↘3337     |
| 3 | Новый Мамрач          | село                         |           |